# Banda Municipal de Porto Alegre

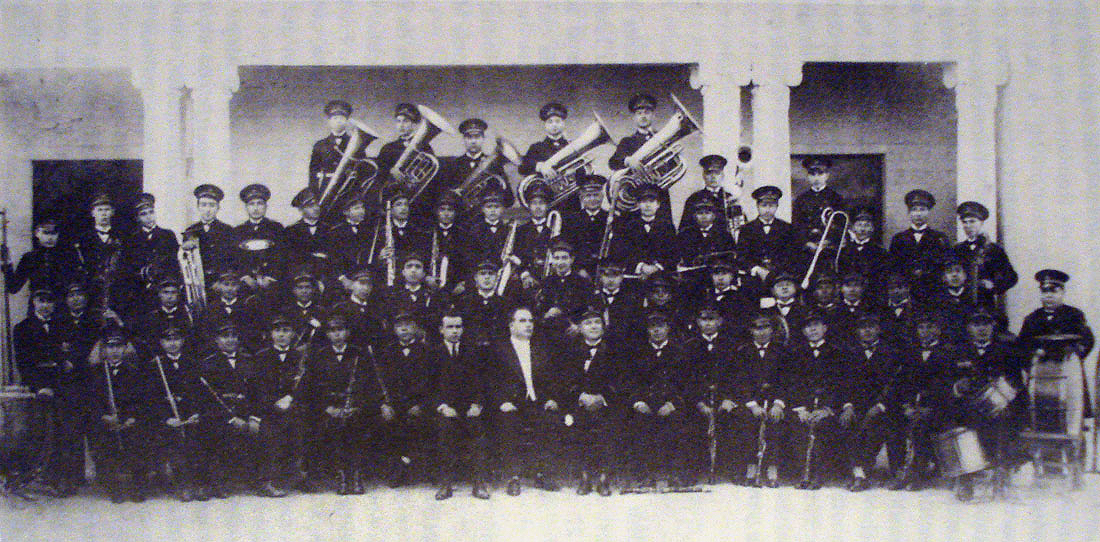
A primeira formação da Banda Municipal, em 1925. Foto de Virgílio Calegari. Acervo do Museu Joaquim Felizardo.

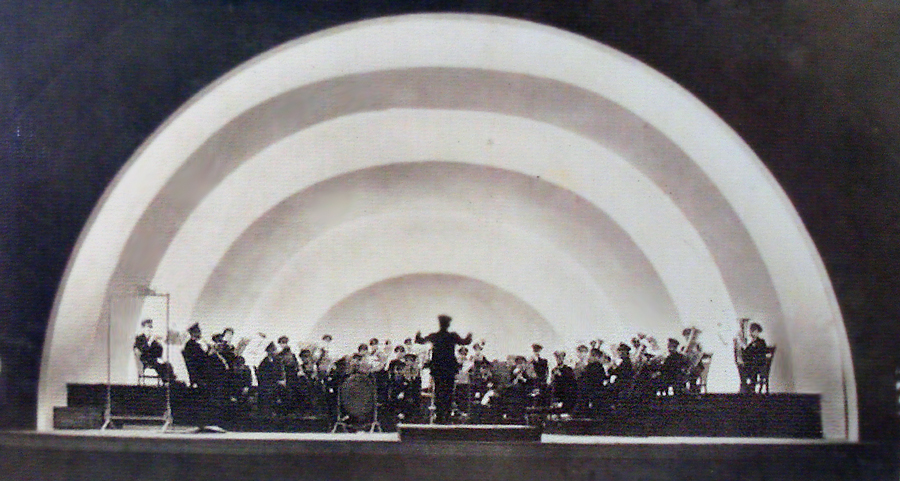
Apresentação da Banda Municipal no auditório da Exposição de 1935 (Parque Farroupilha). Crédito: Photo Becker Acervo do Museu Joaquim Felizardo.

A Banda Municipal de Porto Alegre é um conjunto instrumental oficial da Prefeitura Municipal de Porto Alegre, vinculado à Secretaria de Cultura. Equipamento cultural mais antigo do Município, sua existência remonta a 1912 e divide-se em três etapas distintas. 

### A primeira Banda Municipal, vinculada à Escola Hilário Ribeiro (1912-1921)
A estreia da primeira Banda de Música Municipal ocorreu em 20 de setembro de 1912, data alusiva à Revolução Farroupilha, quando se distribuíram prêmios, “aos alunos de melhor nota” da Escola Municipal Hilário Ribeiro. O grupo fora organizado como um desdobramento das aulas de música ali oferecidas aos trabalhadores, a maior parte empregados do próprio Município em atividades como a capina das ruas. Da estreia até a última menção encontrada na imprensa, em novembro de 1921, a banda seria ouvida em diversas ocasiões festivas, eventualmente compartilhando espaço com bandas similares, chegando a ter 38 integrantes em 1917, com idades entre cinco e 16 anos. Seus dirigentes, o mestre Honorato Rosa e o contramestre André Avelino Rodrigues, atuavam como professores de música na escola.

### Segunda Banda Municipal ("A italiana", 1926-1963)
Uma nova etapa inicia-se em 18 de maio de 1925, com a aprovação pelo Conselho Municipal da proposição do Intendente Otávio Rocha, com base no projeto elaborado pelos professores José Corsi e José Andrade Neves, à imitação de modelos europeus, com 52 integrantes selecionados por concurso. Encarregado da organização do conjunto, Corsi viajou para Buenos Aires a fim de recrutar instrumentistas, ocasião em que conheceu José Leonardi, quem viria a ser o primeiro maestro da nova Banda. Natural da Itália, Leonardi possuía formação no Conservatório de Palermo e já atuara como trompetista e regente em Assunção, antes de se mudar para Buenos Aires. Conforme orientação sua, a maior parte dos músicos foi então contratada em Buenos Aires e no sul da Itália, nas províncias de Messina, Catania e Reggio Calabria.
A estreia da nova formação aconteceu no Theatro São Pedro, por ocasião da visita à cidade do presidente eleito do Brasil, Washington Luís, em 13 de junho de 1926. A partir do mês seguinte, a Banda passaria a se apresentar regularmente num coreto instalado na Praça Senador Florêncio (atual Praça da Alfândega), e, eventualmente, em outros espaços públicos. Em 19 de novembro de 1927, foi inaugurado o primeiro Auditório Araújo Viana, construído especialmente para a Banda junto à Praça da Matriz, onde passaram a se realizar os concertos. No repertório, predominavam arranjos de trechos de óperas, principalmente italianas.
Após a morte do intendente, em 27 de fevereiro de 1928, em 2 de maio do mesmo ano foi inaugurada a Escola de Música Otávio Rocha, prevista no projeto original e que tinha os solistas da Banda como professores. Vencido o prazo dos contratos dos músicos, que era de cinco anos, a Banda suspendeu suas atividades em abril de 1931. Assim como Rocha, seu sucessor Alberto Bins enfrentava críticas sobre a situação financeira do Município, agravada por empréstimos em moeda estrangeira investidos em grandes obras de remodelação da cidade. Por isso, considerou extinguir o conjunto. Mas a reação negativa da população e de parte da imprensa, bem como o apoio do interventor do estado, José Antônio Flores da Cunha fez com que a Banda retornasse à ativa em 15 de novembro do mesmo ano, ainda que com um corpo menor, de 42 instrumentistas. A escola de música, porém, não foi reativada.  
Entre os anos de 1934 e 1937, Leonardi licencia-se da Banda, sendo substituído por Ernesto Lahoz.  
Nas duas décadas seguintes, a falta de recursos e sucessivas reformas administrativas foram reduzindo o quadro da banda e a frequência das apresentações. Em 3 de março de 1953, por meio de convênio firmado entre a Prefeitura e a Orquestra Sinfônica de Porto Alegre (OSPA), foi a Banda  incorporada a essa entidade, então uma associação privada, fundada há poucos anos. Mais tarde, em 1957, os músicos tiveram seus cargos  declarados excedentes, sendo extintos à medida que vagassem, significando na prática o desaparecimento do conjunto.
Posteriormente à aposentadoria de Leonardi, em 1950, atuariam como regentes da Banda os maestros Carlos Grohmann e Salvador Campanella. 
Em 1960, o antigo Auditório é demolido para dar lugar ao novo prédio da Assembleia Legislativa do Estado. Em 1963, com pouco mais de dez músicos, a Banda faz sua última apresentação nesse formato.

### Terceira Banda Municipal, a atual (1976- )
O fim da Banda Municipal deixaria um vazio na vida musical da cidade que só seria preenchido com sua reativação em 1976, em caráter experimental. Com a boa acolhida da iniciativa, em 1979 sua direção foi entregue ao maestro Alcides Macedo, o "Macedinho", e o grupo voltou a se tornar um atrativo da cidade, apresentando-se em ocasiões oficiais e recreativas. Seu ressurgimento foi fortalecido em 1988 com sua filiação à Secretaria Municipal de Cultura, passando a contar com uma estrutura mais estável.
Dez anos depois o conjunto já estava organizado o bastante para iniciar um programa de expansão em suas atividades, lançando o Projeto Prá ver a Banda..., que incluía um alargamento de seu repertório e buscando uma aproximação maior com o público através de apresentações didáticas. Além disso a Banda passou a frequentar espaços mais nobres como os teatros locais, associando-se a outros músicos em concertos variados. Assim, pôde também gravar seu primeiro disco, o qual teve tão grande sucesso que se encontra fora de catálogo. 
A partir de então se estrutura cada vez mais e sua presença na vida musical de Porto Alegre se consolida. Admitiu novos membros por concurso em 1993, recebeu um espaço próprio para ensaios na nova encarnação do Auditório Araújo Viana, ao qual desde sua fundação sempre esteve tão ligada, e com o patrocínio privado seu guarda-roupa foi renovado. Em 1996 realizou 50 apresentações, para um público de cerca de 30 mil pessoas, em 30 bairros da cidade.

Um grande estímulo foi a renovação completa de seu instrumental no ano de 1998, e a realização de um outro concurso para admissão de quadro no ano seguinte. Além de seu cronograma oficial, a Banda Municipal de Porto Alegre realiza atividades musicais no Teatro de Câmara Túlio Piva, Teatro Renascença e demais espaços culturais do município de Porto Alegre, além de Concertos para escolas, apresentações em atividades da Prefeitura de Porto Alegre e eventos para a população da capital.